# كلوستريديوم غوني
كلوستريديوم غوني (سميت نسبة إلى غون وهو عالم بكتيريا ألماني) هو نوع من البكتيريا من فصيلة كلوستريدياسيا.